# جزیره آنتسیفروف
جزیره آنتسیفروف (انگلیسی: Antsiferov Island) یک جزیره آتشفشانی در جزایر کوریل کشور روسیه است.